# Правер Джабвала, Рут
Рут Пра́вер Джа́бвала (англ. Ruth Prawer Jhabvala; 7 мая 1927, Кёльн — 3 апреля 2013, Манхэттен, Нью-Йорк) — английская и американская писательница, киносценарист. Лауреат Букеровской премии и двукратный лауреат премии «Оскар» за лучший адаптированный сценарий. Единственный человек в мире, получивший «Букер» и «Оскар».

## Биография
Родилась в семье польских евреев: отец — адвокат, мать — дочь кантора главной Кёльнской синагоги. В 1939 году семья бежала от нацизма в Великобританию. Многие их родственники, оставшиеся в Германии, погибли в нацистских концлагерях, позже отец Рут покончил с собой (1948).
В 1948 году Рут получила британское гражданство. В 1951 году закончила Лондонский университет. В том же году вышла замуж за индийского архитектора Сайруса Джабвала (англ. Cyrus Shavaksha Hormusji Jhabvala), взяла его фамилию и уехала с ним в Индию, где жила до 1975 года. Затем поселилась в Нью-Йорке, в 1986 году получила гражданство США.

### Смерть
Джабвала умерла в своём доме в Нью-Йорке 3 апреля 2013 года, в возрасте 85 лет. Джеймс Айвори сообщил, что её смерть наступила из-за осложнений, вызванных лёгочным заболеванием.

## Творчество
С начала 1950-х стала писать прозу, её первый роман был опубликован в 1955. С 1960-х годов связана с творческим тандемом кинорежиссёра Джеймса Айвори и продюсера Исмаила Мерчанта, написала для них больше 20 киносценариев, в том числе — по собственным романам, делала адаптации романов Генри Джеймса и других англоязычных писателей. Сотрудничала также с другими режиссёрами.
В основе большинства её романов — проблема встречи и взаимопонимания Запада и Востока.

## Произведения

### Романы и рассказы
- To Whom She Will (1955, в США под названием Amrita)
- The Nature of Passion (1956)
- Esmond in India (1958)
- The Householder (1960)
- Get Ready for Battle (1962)
- Like Birds, Like Fishes (1963)
- A Backward Place (1965)
- A Stronger Climate (1968)
- A New Dominion (1972, в США под названием Travelers)
- Heat and Dust (1975, премия Букер)
- An Experience of India (1971)
- How I Became a Holy Mother and other stories (1976)
- In Search of Love and Beauty (1983)
- Out of India (1986)
- Three Continents (1987)
- Poet and Dancer (1993)
- Shards of Memory (1995)
- East Into Upper East: Plain Tales from New York and New Delhi (1998)
- My Nine Lives (2004)

### Избранные киносценарии
(большинство поставлены Дж. Айвори)
- Хозяин дома (1963, по собственному роману)
- Слуги Шекспира (1965)
- Гуру (1969)
- Бомбейское кино (1970)
- Автобиография принцессы (1975)
- Роузленд (1977)
- Европейцы (1979, по роману Генри Джеймса)
- Джейн Остин на Манхэттене (1980, по пародийной пьесе Джейн Остин)
- Квартет (1981, по роману Джин Рис)
- Жара и пыль (1983, по собственному роману, премия BAFTA за лучший киносценарий, премия Лондонского сообщества кинокритиков)
- Бостонцы (1984, по роману Генри Джеймса)
- Комната с видом (1985, по роману Э. М. Форстера, «Оскар» за лучший адаптированный сценарий, номинация на премию BAFTA)
- Мадам Сузацка, 1988, реж. Джон Шлезингер, по роману Бернис Рубенс)
- Говардс-Энд (1991, по роману Э. М. Форстера, «Оскар» за лучший адаптированный сценарий, номинация на премию BAFTA, номинация на «Золотой глобус»)
- На исходе дня (1993, по роману Кадзуо Исигуро, номинация на «Оскар» за лучший киносценарий, номинация на премию BAFTA, номинация на «Золотой глобус»)
- Джефферсон в Париже (1995)
- Прожить жизнь с Пикассо (1996)
- Дочь солдата никогда не плачет (1998, по роману Кейли Джонс)
- Золотая чаша (2000, по роману Генри Джеймса)
- Развод (2003, по роману Дайаны Джонсон)
- Конечный пункт (2007, по роману Питера Камерона)

## Признание
- Орден Британской империи — Командор (CBE)